# Schanze Unterfinning

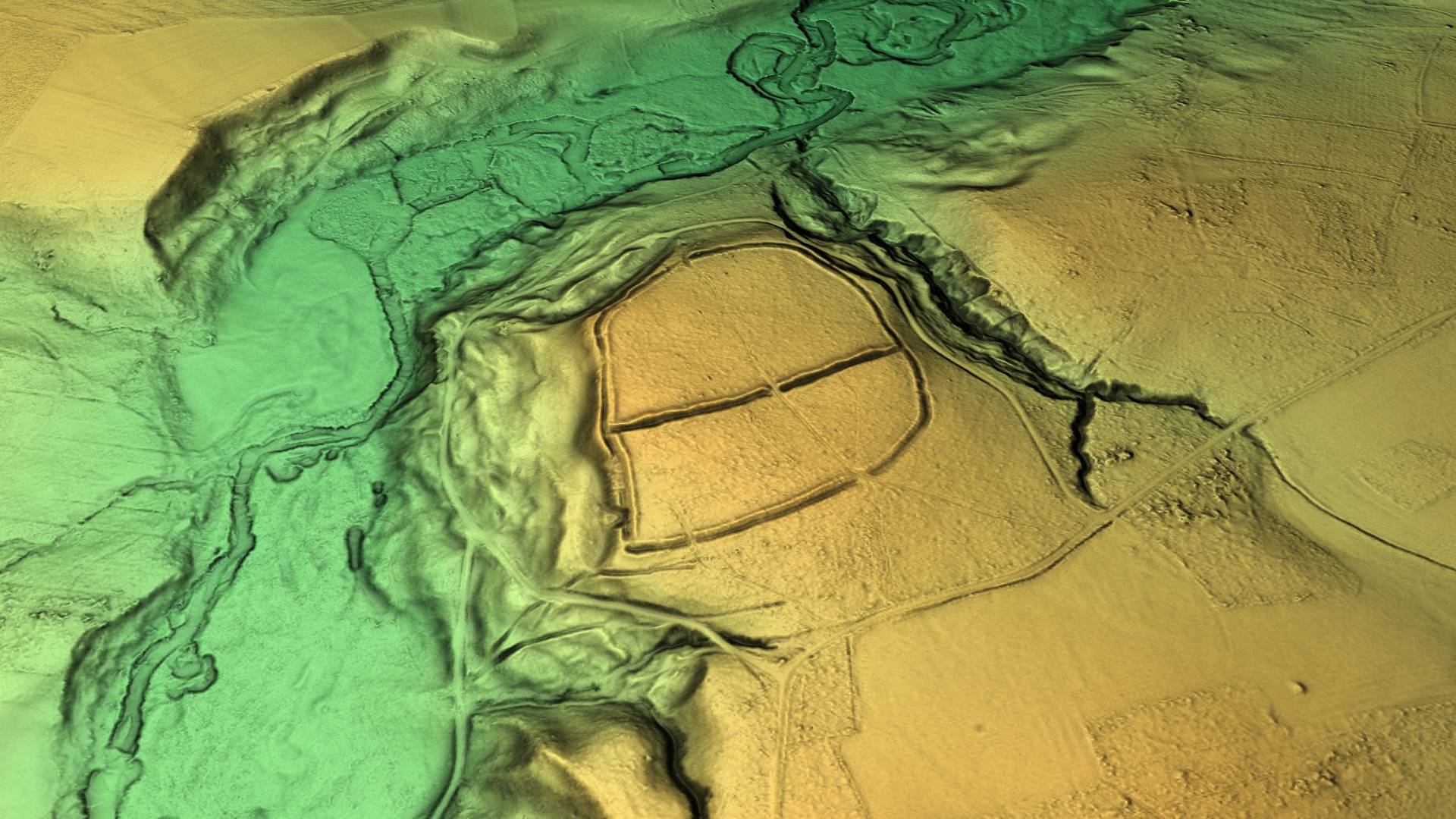
3D-Ansicht des digitalen Geländemodells

Die Schanze Unterfinning  („Burg“) liegt auf einem Geländesporn über der Windach nördlich des Finninger Gemeindeteiles Unterfinning (Verwaltungsgemeinschaft Windach) im Landkreis Landsberg am Lech in Oberbayern. Die ausgedehnten Erdwerke des wissenschaftlich noch weitgehend unerschlossenen Bodendenkmales könnten auf eine der zahlreichen frühmittelalterlichen Ungarnschutzburgen dieses Gebietes zurückgehen.

## Beschreibung

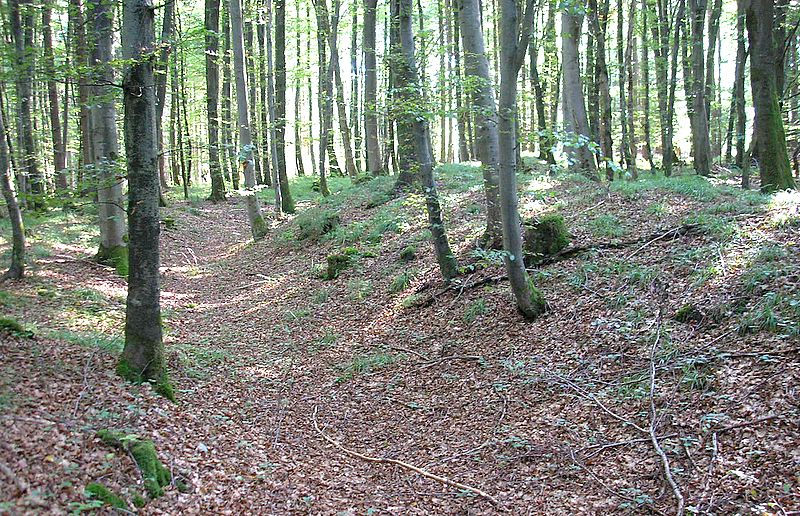
Die Vorburg von Nordosten

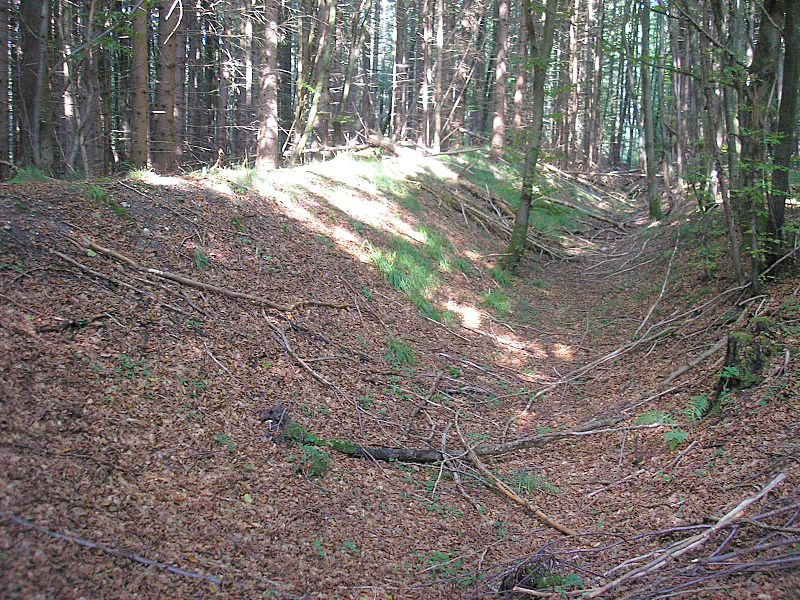
Der Hauptwall nach Osten

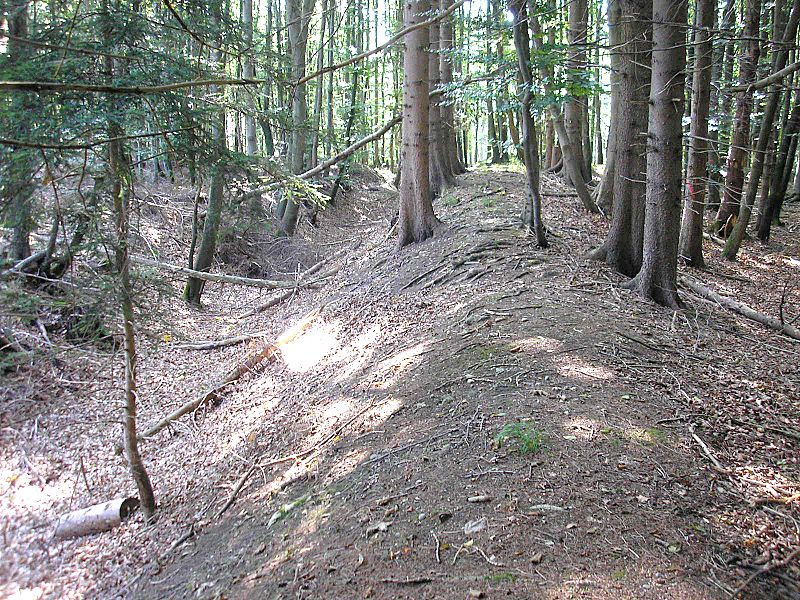
Gegenblick nach Westen

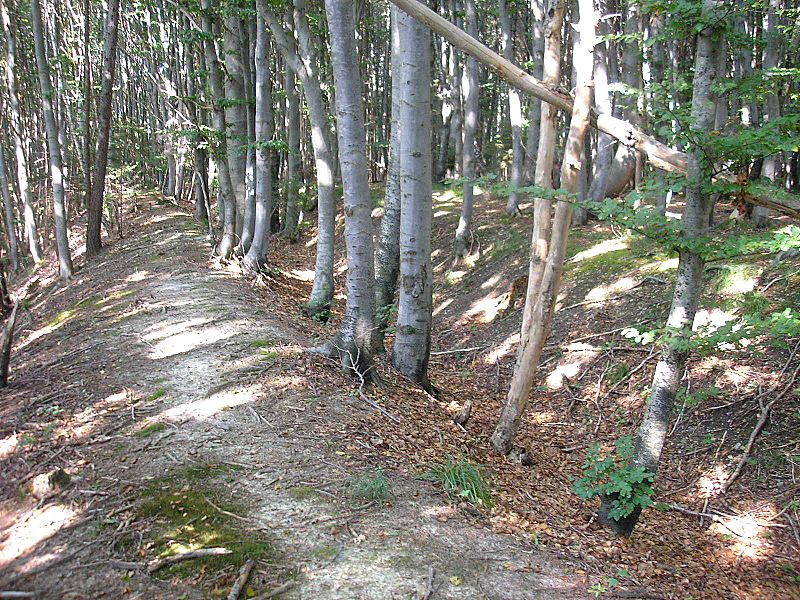
Das Wallgrabensystem der Westseite. Blick nach Norden

Die zweiteilige Befestigungsanlage wurde auf einem nahezu ebenen Geländeausläufer über dem westlichen Steilabfall der Windachleite angelegt. Im Osten schützt ein tiefer Bachtobel den Burgplatz.
Nach Südosten ist der Hauptburg (ca. 215 × 140 Meter) eine Vorburg vorgelagert. Der bogenförmige Wallzug dieses Vorwerkes ist von der Grabensohle gemessen etwa zwei bis zweieinhalb Meter hoch und läuft im Westen an der Hangkante aus. Etwa 60 Meter nördlich des Vorburgwalles sichert ein nahezu geradlinig laufender Abschnittswall die Hochfläche. Der zugehörige Außengraben ist noch etwa 1,5 bis 2 Meter tief. Innen überragt der Hauptwall das Gelände um ungefähr einen bis anderthalb Meter. Auffällig ist die teilweise sehr gute Erhaltung dieses Befestigungsabschnittes, der nur durch einen Holzabfuhrweg durchschnitten wird. Ungewöhnlich sind auch die flache Neigung der Wallaußenseite und die schmale Wallkrone, die wohl nur durch Palisaden, eine Dornenhecke oder einen Zaun bewehrt war.
Frühmittelalterliche Burganlagen werden meist durch aufwändige Hanggräben bewehrt. Die steilen, bis zu 20 Meter abfallenden Hänge des Burgplatzes über der Windach erforderten eine Verlegung des sonst unter der Hangkante laufenden Hanggrabens auf das Burgplateau. Das Areal der Hauptburg und die Westseite der Vorburg werden also durch einen Randwall über den Steilabfällen, einen bis zu zwei Meter tiefen Innengraben und einen nur wenig über den Innenraum aufsteigenden Hauptwall geschützt. Die Konzeption der Hauptburg erinnert stark an das rechteckige Erdwerk über Purk bei Moorenweis, dessen Wallgrabensystem aber wesentlich ausgeprägter ist (Grabentiefe bis zu fünf Meter).
Nach Osten erweitert sich der Randwall der Hauptburg stellenweise zu mehrere Meter breiten Bermen, die kleine Vorwerke getragen haben könnten.
Das Bayerische Landesamt für Denkmalpflege verzeichnet das Bodendenkmal als frühmittelalterliche Abschnittsbefestigung unter der Denkmalnummer D-1-7932-0015.

## Zeitstellung und Zweckbestimmung
Die frühmittelalterlichen Wehranlagen des Augsburger und Landsberger Umlandes werden in der Regel als Ungarnschutzburgen des 10. Jahrhunderts interpretiert. Diese Einordnung ist auch für die Schanze bei Unterfinning plausibel. Die gut ausgeprägten und einheitlichen, aber im Vergleich zu ähnlichen Anlagen relativ niedrigen Erdwerke des Bodendenkmales deuten auf einen raschen Ausbau der Befestigung hin. Die Größe und Konzeption der Burg sprechen für die Funktion als Schutzburg für mehrere umliegende Dorfgemeinschaften oder als Truppensammelplatz. Auch die versteckte Lage in einiger Entfernung von der nächsten Siedlung könnte auf die ungarnzeitliche Zeitstellung der Wallburg hinweisen.
Allerdings scheint die Anlage nicht nur gegen die Reiterangriffe der magyarischen Steppenkrieger angelegt worden zu sein. Die günstige topographische Situation würde hier eigentlich nur eine Abschnittsbefestigung mit Vorburg erfordern. Ungewöhnlich sind besonders die eher bescheidenen Dimensionen des Hauptwalles, die eigentlich nur in Verbindung mit zusätzlichen Annäherungshindernissen ihre Funktion erfüllt haben können.
Die ringwallartige Konzeption der Hauptburg wäre vornehmlich gegen Fußtruppen als wehrtechnisch sinnvoll anzusehen. Möglicherweise wurde die Schanze primär als Reaktion auf einen der zahlreichen regionalen Konflikte angelegt, die den Ungarn und auch den Normannen erst erfolgversprechende Angriffe auf das ostfränkische Territorium  ermöglichten. Solche Schutzburgen überlagern häufig wesentlich ältere Siedlungsplätze oder Wehranlagen.

## Nachweis
1. ↑  Bayerisches Landesamt für Denkmalpflege: Eintragung

Koordinaten: 48° 2′ 37,5″ N, 11° 1′ 0,6″ O